# Jerzy Orłowski (piłkarz)
Jerzy Orłowski (ur. 16 lutego 1925 w Ostatnim Groszu, zm. 28 marca 2015) – polski piłkarz występujący na pozycji pomocnika i trener.

## Kariera
Urodził się w obecnej dzielnicy Częstochowy Ostatni Grosz. Był wychowankiem Skry Częstochowa, w której zaczął występować w 1939 roku. Jednakże z powodu wybuchu II wojny światowej musiał przerwać swoją karierę. W 1946 roku, już po zakończeniu wojny, powrócił do piłki nożnej i został graczem Concordii Zabrze, ale już po pół roku powrócił do Skry. W 1949 roku podpisał kontrakt z Legią Warszawa, w której zadebiutował 9 października 1949 roku w spotkaniu przeciwko Cracovii. 24 sierpnia 1957 roku przeciwko Gwardii Warszawa rozegrał swój ostatni mecz w barwach Legii. Następnie, w 1958 roku, po raz trzeci został graczem i trenerem częstochowskiej Skry, w której karierę zakończył rok później. W latach 1959–1960 był trenerem Rakowa Częstochowa, a od 1961 Skry Częstochowa. W latach 70. XX w. trenował drużynę MRKS Skra-Barbara Częstochowa.
Rozegrał 1 mecz w reprezentacji Polski (8 sierpnia 1954 z Bułgarią).
Został pochowany na cmentarzu Rakowskim.

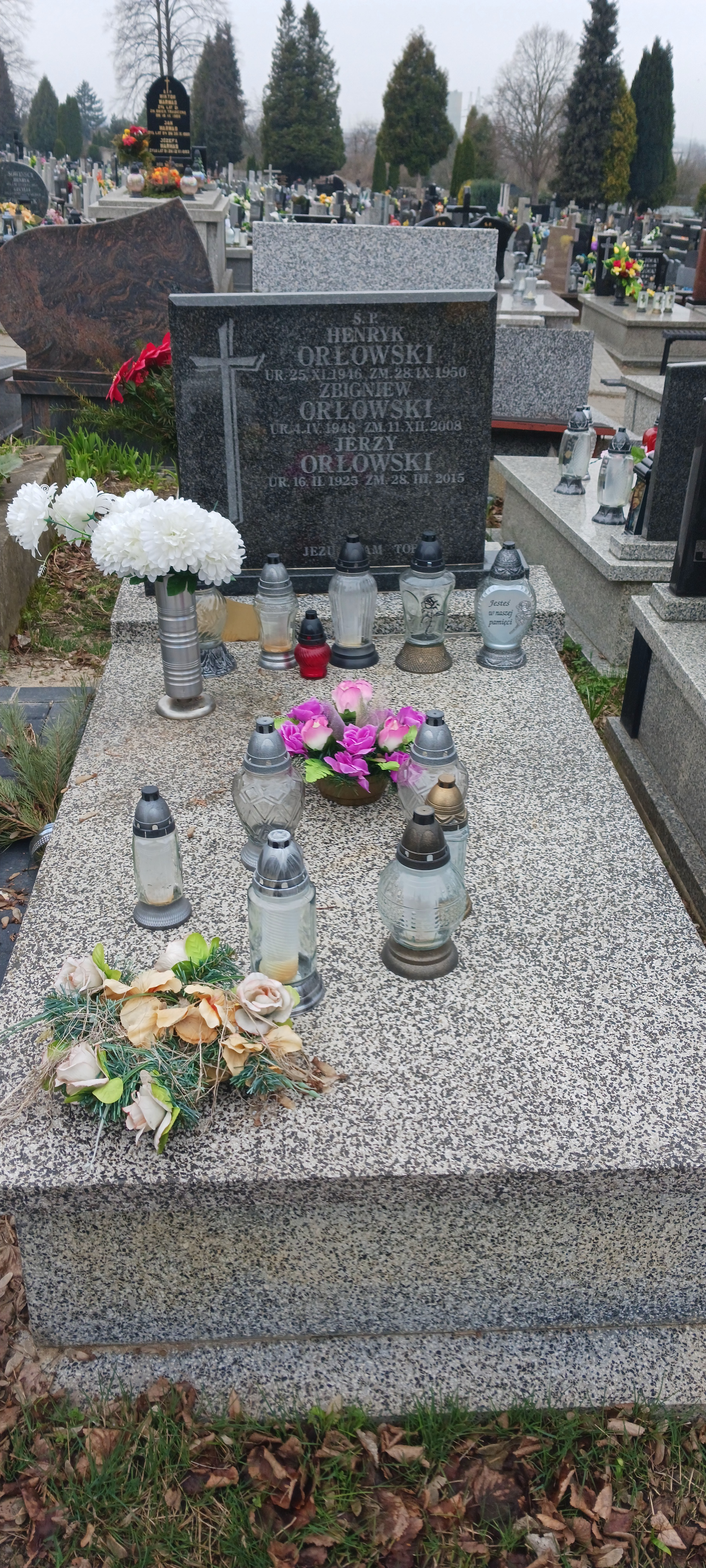
Grób piłkarza Jerzego Orłowskiego na cm. św. Józefa w Częstochowie

## Sukcesy

### Klubowe
Legia Warszawa
- Mistrzostwo Polskiː 1955
- Puchar Polski: 1955

#### Skra Częstochowa
- 1/8 finału Mistrzostw Polskiː 1946